# کیت بلانت
کیت بلانت (انگلیسی: Keith Blunt; ۱ ژانویهٔ ۱۹۳۹ – ۱۲ اوت ۲۰۱۶) بازیکن فوتبال، و سرمربی (فوتبال) اهل بریتانیا بود.
از باشگاه‌هایی که در آن بازی کرده‌است می‌توان به باشگاه فوتبال تاتنهام هاتسپر اشاره کرد.